# Daman du Hoggar
Heterohyrax antineae
Espèce
Le daman du Hoggar (Heterohyrax antineae) est une espèce de mammifère de la famille des Procaviidae.